# Junkers T 29
Junkers T 29 – jednosilnikowy dolnopłat, samolot szkolny i sportowy zbudowany przez firmę Junkers w 1925 roku. Ze względu na brak nabywców zmontowano go jedynie w dwóch egzemplarzach.